# Nephrotoma progne
Nephrotoma progne är en tvåvingeart som beskrevs av Alexander 1949. Nephrotoma progne ingår i släktet Nephrotoma och familjen storharkrankar. Inga underarter finns listade i Catalogue of Life.